# Campionato europeo femminile di calcio
Il Campionato europeo femminile di calcio UEFA (in inglese UEFA Women's Championship) è la maggiore competizione calcistica femminile per squadre nazionali d'Europa.
La prima edizione del torneo si tenne nel 1984 e vide la vittoria della Svezia sull'Inghilterra ai rigori (unica finale disputata con partita di andata e ritorno). Per le prime tre edizioni (1984, 1987, 1989) la manifestazione era denominata European Competition for Women's Football, prima di assumere il nome attuale a partire dall'edizione del 1991 quando la UEFA iniziò ad organizzare il torneo.
La manifestazione ha avuto cadenza biennale sino all'edizione del 1997, per poi assumere una cadenza quadriennale dall'edizione del 2001.
Anche la formula del torneo è cambiata nel tempo: sino all'edizione del 1995 si qualificavano alla fase finale 4 squadre che si affrontavano con incontri ad eliminazione diretta di semifinali e finale.
Nell'edizione del 1997 c'è stato il primo allargamento e per un totale di tre edizioni hanno preso parte alla fase finale 8 squadre; queste erano divise in due gironi all'italiana da quattro squadre: le prime due di ogni girone accedevano alla fase ad eliminazione diretta composta da semifinale e finale.
Nell'edizione 2009 c'è stato il secondo allargamento con cui si è passati a 12 squadre partecipanti alla fase finale; queste erano divise in tre gironi da quattro squadre: le prime due di ogni girone e le due migliori terze accedevano alla fase ad eliminazione diretta composta da quarti di finale, semifinali e finale.
Nell'edizione del 2017 c'è stato il terzo allargamento con il quale si è passati da 12 a 16 squadre partecipanti alla fase finale.
L'ultima edizione del torneo, l'undicesima UEFA e la quattordicesima complessiva, si è svolta in Svizzera tra il 2 e il 27 luglio 2025.
Le campionesse d'Europa sono le calciatrici dell'Inghilterra, al loro secondo successo consecutivo nella manifestazione.

## Storia
Nel 1957 a Berlino Ovest, un campionato europeo è stato organizzato dalla International Ladies Football Association. Quattro squadre, in rappresentanza della Germania occidentale, dei Paesi Bassi, dell'Austria e degli eventuali vincitori, l'Inghilterra, hanno giocato il torneo al Poststadion, in un momento in cui le squadre di calcio femminile sono state ufficialmente vietate dalla Federcalcio tedesca, un divieto che è stato ampiamente sfidato.
La FICF, che alla fine si è fusa nella Federazione Italiana Giuoco Calcio, ha organizzato un campionato europeo femminile di calcio 1969 per le squadre nazionali femminili, un torneo vinto dalla nazionale di casa, l'Italia, che ha battuto la Danimarca 3-1 in finale. Le due nazioni sono state anche le finaliste del campionato mondiale femminile di calcio 1970 in Italia.
L'Italia ospitò un altro torneo femminile europeo un decennio dopo, il campionato europeo femminile di calcio 1979, dove a sfidarsi ancora una volta in finale furono la nazionale di casa e la nazionale danese, con la Danimarca che vinse 2-0.
La UEFA ha mostrato poco entusiasmo per il calcio femminile e fu particolarmente ostile alla federazione calcistica femminile indipendente d'Italia. Sue Lopez, un membro della squadra inglese, ha sostenuto che la mancanza di rappresentanza femminile nell'UEFA fu un fattore contributivo.
In una conferenza del 19 febbraio 1980 la UEFA ha deciso di lanciare la propria competizione per le squadre nazionali femminili. Il verbale della riunione aveva registrato la competizione del 1979 come causa di preoccupazione. Il primo torneo internazionale UEFA è iniziato solo nel 1982, quando fu lanciato il campionato europeo di due anni dopo, vinto dalla Svezia; la Norvegia vinse l'edizione successiva del 1987. Da allora il campionato europeo fu dominato dalla Germania che vinse otto delle successive nove edizioni, di cui sei consecutive dal 1995 al 2013. Nel 1993, l'Italia tornò ad ospitare il torneo europeo di calcio femminile e a vincere fu la Norvegia, che in finale sconfisse le italiane padrone di casa. Nel 2017, i Paesi Bassi conquistarono il torneo da loro ospitato, battendo 4-2 la Danimarca in finale. Nel 2022, l'Inghilterra ha vinto l'edizione che ha ospitato, diventando la prima nazionale di calcio maggiore del paese di entrambi i sessi a vincere un torneo importante da quando la squadra maschile ha vinto la Coppa del Mondo FIFA 1966. Nel 2025, le inglesi, detentrici del torneo, si confermano campionesse, superando all'ultimo atto la Spagna ai calci di rigore. La cadenza del torneo fu biennale dal 1991 al 1997, e poi quadriennale fino a oggi.
Con la crescente accettazione del calcio femminile da parte della UEFA, a questa competizione è stata data lo status di Campionato Europeo dall'UEFA intorno al 1990. Solo le edizioni 1991 e 1995 sono state utilizzate come qualificazioni europee per il campionato mondiale femminile di calcio; a partire dal 1999, le squadre nazionali femminili hanno adottato il sistema a gironi di qualificazione alla Coppa del Mondo utilizzati nelle qualificazioni maschili.

## Edizioni

### European Competition for Women's Football
| Anno | Ospitante                       | Finale         | Finale                                        | Finale      | Finale terzo e quarto posto/Semifinaliste | Finale terzo e quarto posto/Semifinaliste           | Finale terzo e quarto posto/Semifinaliste | Numero di squadre |
| Anno | Ospitante                       | Vincitore      | Risultato                                     | 2º posto    | 3º posto                                  | Risultato                                           | 4º posto                                  | Numero di squadre |
| ---- | ------------------------------- | -------------- | --------------------------------------------- | ----------- | ----------------------------------------- | --------------------------------------------------- | ----------------------------------------- | ----------------- |
| 1984 | Europa Gare di andata e ritorno | Svezia         | 1 – 0 0 – 1 (4-3 dtr)                         | Inghilterra | Italia e Danimarca                        | Italia e Danimarca                                  | Italia e Danimarca                        | 4                 |
| 1987 | Norvegia                        | Norvegia       | 2 – 1 Ullevaal Stadion, Oslo                  | Svezia      | Italia                                    | 2 – 1 Marienlyst Stadion, Drammen                   | Inghilterra                               | 4                 |
| 1989 | Germania Ovest                  | Germania Ovest | 4 – 1 Stadion an der Bremer Brücke, Osnabrück | Norvegia    | Svezia                                    | 2 – 1 (dts) Stadion an der Bremer Brücke, Osnabrück | Italia                                    | 4                 |

### UEFA Women's Championship
| Anno | Ospitante         | Finale      | Finale                                        | Finale      | Finale terzo e quarto posto/Semifinaliste | Finale terzo e quarto posto/Semifinaliste | Finale terzo e quarto posto/Semifinaliste | Numero di squadre |
| Anno | Ospitante         | Vincitore   | Risultato                                     | 2º posto    | 3º posto                                  | Risultato                                 | 4º posto                                  | Numero di squadre |
| ---- | ----------------- | ----------- | --------------------------------------------- | ----------- | ----------------------------------------- | ----------------------------------------- | ----------------------------------------- | ----------------- |
| 1991 | Danimarca         | Germania    | 3 – 1 (dts) Aalborg Stadion, Aalborg          | Norvegia    | Danimarca                                 | 2 – 1 Aalborg Stadion, Aalborg            | Italia                                    | 4                 |
| 1993 | Italia            | Norvegia    | 1 – 0 Stadio Dino Manuzzi, Cesena             | Italia      | Danimarca                                 | 3 – 1 Stadio Alfiero Moretti, Cesenatico  | Germania                                  | 4                 |
| 1995 | Europa            | Germania    | 3 – 2 Fritz-Walter-Stadion, Kaiserslautern    | Svezia      | Inghilterra e Norvegia                    | Inghilterra e Norvegia                    | Inghilterra e Norvegia                    | 4                 |
| 1997 | Norvegia e Svezia | Germania    | 2 – 0 Ullevaal Stadion, Oslo                  | Italia      | Svezia e Spagna                           | Svezia e Spagna                           | Svezia e Spagna                           | 8                 |
| 2001 | Germania          | Germania    | 1 – 0 (gg) Donaustadion, Ulma                 | Svezia      | Norvegia e Danimarca                      | Norvegia e Danimarca                      | Norvegia e Danimarca                      | 8                 |
| 2005 | Inghilterra       | Germania    | 3 – 1 Ewood Park, Blackburn                   | Norvegia    | Finlandia e Svezia                        | Finlandia e Svezia                        | Finlandia e Svezia                        | 8                 |
| 2009 | Finlandia         | Germania    | 6 – 2 Olympiastadion, Helsinki                | Inghilterra | Paesi Bassi e Norvegia                    | Paesi Bassi e Norvegia                    | Paesi Bassi e Norvegia                    | 12                |
| 2013 | Svezia            | Germania    | 1 – 0 Friends Arena, Solna                    | Norvegia    | Svezia e Danimarca                        | Svezia e Danimarca                        | Svezia e Danimarca                        | 12                |
| 2017 | Paesi Bassi       | Paesi Bassi | 4 – 2 De Grolsch Veste, Enschede              | Danimarca   | Austria e Inghilterra                     | Austria e Inghilterra                     | Austria e Inghilterra                     | 16                |
| 2022 | Inghilterra       | Inghilterra | 2 – 1 (dts) Wembley, Londra                   | Germania    | Svezia e Francia                          | Svezia e Francia                          | Svezia e Francia                          | 16                |
| 2025 | Svizzera          | Inghilterra | 1 – 1 (dts) (3-1 dtr) St. Jakob-Park, Basilea | Spagna      | Italia e Germania                         | Italia e Germania                         | Italia e Germania                         | 16                |

## Piazzamenti
| Squadra     | Vittorie                                           | 2º posto                   | 3º posto       | 4º posto       | Semifinali                 | Totale podi | Totale piazzamenti nei primi quattro posto | Partecipazioni |
| ----------- | -------------------------------------------------- | -------------------------- | -------------- | -------------- | -------------------------- | ----------- | ------------------------------------------ | -------------- |
| Germania    | 8 (1989, 1991, 1995, 1997, 2001, 2005, 2009, 2013) | 1 (2022)                   | -              | 1 (1993)       | 1 (2025)                   | 9           | 11                                         | 12             |
| Norvegia    | 2 (1987, 1993)                                     | 4 (1989, 1991, 2005, 2013) | -              | -              | 3 (1995, 2001, 2009)       | 9           | 9                                          | 13             |
| Inghilterra | 2 (2022, 2025)                                     | 2 (1984, 2009)             | -              | 1 (1987)       | 2 (1995, 2017)             | 6           | 6                                          | 9              |
| Svezia      | 1 (1984)                                           | 3 (1987, 1995, 2001)       | 1 (1989)       | -              | 4 (1997, 2005, 2013, 2022) | 7           | 7                                          | 12             |
| Paesi Bassi | 1 (2017)                                           | -                          | -              | -              | 1 (2009)                   | 2           | 2                                          | 5              |
| Italia      | -                                                  | 2 (1993, 1997)             | 1 (1987)       | 2 (1989, 1991) | 2 (1984, 2025)             | 3           | 7                                          | 13             |
| Danimarca   | -                                                  | 1 (2017)                   | 2 (1991, 1993) | -              | 3 (1984, 2001, 2013)       | 6           | 6                                          | 11             |
| Spagna      | -                                                  | 1 (2025)                   | -              | -              | 1 (1997)                   | 2           | 2                                          | 5              |
| Francia     | -                                                  | -                          | -              | -              | 1 (2022)                   | 1           | 1                                          | 8              |
| Finlandia   | -                                                  | -                          | -              | -              | 1 (2005)                   | 1           | 1                                          | 5              |
| Austria     | -                                                  | -                          | -              | -              | 1 (2017)                   | 1           | 1                                          | 2              |

1. ↑  Germania Ovest fino all'edizione 1989

## Partecipazioni e prestazioni nelle fasi finali
Legenda
- 1ª - Campione
- 2ª - Secondo posto
- 3ª - Terzo posto
- 4ª - Quarto posto
- SF - Semifinale
- QF - Quarti di finale
- OF - Ottavi di finale

- 1T - Primo turno
- •  – Non qualificata
- – Non partecipa alle qualificazioni
- – Nazione ospitante
- Q - Qualificata per il prossimo torneo
- S - Squalificata
- R - Ritirata

| Nazionale                | 1984 (4) | 1987 (4) | 1989 (4) | 1991 (4) | 1993 (4) | 1995 (4) | 1997 (8) | 2001 (8) | 2005 (8) | 2009 (12) | 2013 (12) | 2017 (16) | 2022 (16) | 2025 (16) | Totale |
| ------------------------ | -------- | -------- | -------- | -------- | -------- | -------- | -------- | -------- | -------- | --------- | --------- | --------- | --------- | --------- | ------ |
| Austria                  |          |          |          |          |          |          | •        | •        | •        | •         | •         | SF        | QF        | •         | 2      |
| Belgio                   | •        | •        | •        | •        | •        | •        | •        | •        | •        | •         | •         | 1T        | QF        | 1T        | 3      |
| Rep. Ceca Cecoslovacchia |          |          | QF       | •        | •        | •        | •        | •        | •        | •         | •         | •         | •         | •         | 1      |
| Danimarca                | SF       | •        | •        | 3ª       | 3ª       | •        | QF       | SF       | 1T       | 1T        | SF        | 2ª        | 1T        | 1T        | 11     |
| Finlandia                | •        | •        | •        | •        | •        | •        | •        | •        | SF       | QF        | 1T        | •         | 1T        | 1T        | 5      |
| Francia                  | •        | •        | •        | •        | •        | •        | 1T       | 1T       | 1T       | QF        | QF        | QF        | SF        | QF        | 8      |
| Galles                   |          |          |          |          |          | •        | •        | •        | R        | •         | •         | •         | •         | 1T        | 1      |
| Germania Germania Ovest  | •        | •        | 1ª       | 1ª       | 4ª       | 1ª       | 1ª       | 1ª       | 1ª       | 1ª        | 1ª        | QF        | 2ª        | SF        | 12     |
| Inghilterra              | 2ª       | 4ª       | •        | •        | •        | SF       | •        | 1T       | 1T       | 2ª        | 1T        | SF        | 1ª        | 1ª        | 10     |
| Irlanda del Nord         | •        | •        | •        | •        | •        | •        | •        | •        | •        | •         | •         | •         | 1T        | •         | 1      |
| Islanda                  | •        |          |          |          | •        | •        | •        | •        | •        | 1T        | QF        | 1T        | 1T        | 1T        | 5      |
| Italia                   | SF       | 3ª       | 4ª       | 4ª       | 2ª       | •        | 2ª       | 1T       | 1T       | QF        | QF        | 1T        | 1T        | SF        | 13     |
| Norvegia                 | •        | 1ª       | 2ª       | 2ª       | 1ª       | SF       | 1T       | SF       | 2ª       | SF        | 2ª        | 1T        | 1T        | QF        | 13     |
| Paesi Bassi              | •        | •        | •        | •        | •        | •        | •        | •        | •        | SF        | 1T        | 1ª        | QF        | 1T        | 5      |
| Polonia                  |          |          |          | •        | •        | •        | •        | •        | •        | •         | •         | •         | •         | 1T        | 1      |
| Portogallo               | •        |          |          |          |          | •        | •        | •        | •        | •         | •         | 1T        | 1T        | 1T        | 3      |
| Russia                   |          |          |          |          | QF       | QF       | 1T       | 1T       | •        | 1T        | 1T        | 1T        | S         | S         | 7      |
| Scozia                   | •        | •        | •        |          | •        | •        | •        | •        | •        | •         | •         | 1T        | •         | •         | 1      |
| Spagna                   |          | •        | •        | •        | •        | •        | SF       | •        | •        | •         | QF        | QF        | QF        | 2ª        | 5      |
| Svezia                   | 1ª       | 2ª       | 3ª       | •        | •        | 2ª       | SF       | 2ª       | SF       | QF        | SF        | QF        | SF        | QF        | 12     |
| Svizzera                 | •        | •        | •        | •        | •        | •        | •        | •        | •        | •         | •         | 1T        | 1T        | QF        | 3      |
| Ucraina                  |          |          |          |          |          | •        | •        | •        | •        | 1T        | •         | •         | •         | •         | 1      |
| Nazionale                | 1984 (4) | 1987 (4) | 1989 (4) | 1991 (4) | 1993 (4) | 1995 (4) | 1997 (8) | 2001 (8) | 2005 (8) | 2009 (12) | 2013 (12) | 2017 (16) | 2022 (16) | 2025 (16) | Totale |

## Premi
| Torneo                 | Capocannoniere                | Reti | Golden Player   |
| ---------------------- | ----------------------------- | ---- | --------------- |
| Europa 1984            | Pia Sundhage                  | 4    | Pia Sundhage    |
| Norvegia 1987          | Trude Stendal                 | 3    | Heidi Støre     |
| Germania Ovest 1989    | Ursula Lohn, Sissel Grude     | 2    | Doris Fitschen  |
| Danimarca 1991         | Heidi Mohr                    | 4    | Silvia Neid     |
| Italia 1993            | Susan Mackensie               | 2    | Hege Riise      |
| Europa 1995            | Lena Videkull                 | 3    | Birgit Prinz    |
| Norvegia & Svezia 1997 | Morace, Pettersen, Roujas     | 4    | Carolina Morace |
| Germania 2001          | Claudia Müller, Sandra Smisek | 3    | Hanna Ljungberg |
| Inghilterra 2005       | Inka Grings                   | 4    | Anne Mäkinen    |
| Finlandia 2009         | Inka Grings                   | 6    | Inka Grings     |
| Svezia 2013            | Lotta Schelin                 | 5    | Nadine Angerer  |
| Paesi Bassi 2017       | Jodie Taylor                  | 5    | Lieke Martens   |
| Inghilterra 2022       | Alexandra Popp, Bethany Mead  | 6    | Bethany Mead    |
| Svizzera 2025          | Esther González               | 4    | Aitana Bonmatí  |

## Mascotte
I campionati europei femminili, a partire dal 2017, hanno avuto la propria mascotte. 
Le mascotte adottate dall'edizione del 2017 fino ad oggi sono state:
| Edizione         | Mascotte  | Immagine | Descrizione |
| ---------------- | --------- | -------- | --- |
| Paesi Bassi 2017 | Kicky     |          | È un leone simile a un gatto di colore arancione. |
| Inghilterra 2022 | Hat Trick |          | Sono robot simili a ragazze e il trio è composto da Kai (giallo), Ashley (rosa) e Robyn (blu). |
| Svizzera 2025    | Maddli    |          | È un cucciolo vivace di San Bernardo con un grande cuore e sogni ancora più grandi! I San Bernardo sono rinomati cani da salvataggio dalla Svizzera, ammirati per il loro coraggio, la loro natura dolce e la straordinaria capacità di assistere nelle missioni salvavita in ambienti alpini impegnativi. Questo ricco patrimonio rende Maddli il compagno perfetto nel viaggio verso il "Summit of Emotions". |